# CTF Finance Centre
Chow Tai Fook Center (zjednodušená čínština: 周大福商业中心; tradiční čínština: 周大福商業中心) zkráceně CTF Centre, také CTF Guangzhou nebo Guangzhou East Tower je mrakodrap v Čínském městě Kanton (Guangzhou). Je to druhý z Kantonských mrakodrapů postavených u Perlové řeky v Kantonu. Mrakodrap byl dokončen v roce 2016, má 111 pater a 530 metrů. Budova je využívána jako konferenční centrum, hotel, hvězdárna, galerie a prostor pro kanceláře. Sídlí zde hotel Rosewood Hotels & Resorts, který se skládá z 251 pokojů a 355 rezidencí, zabírá horních 16 pater věže.

### Související články

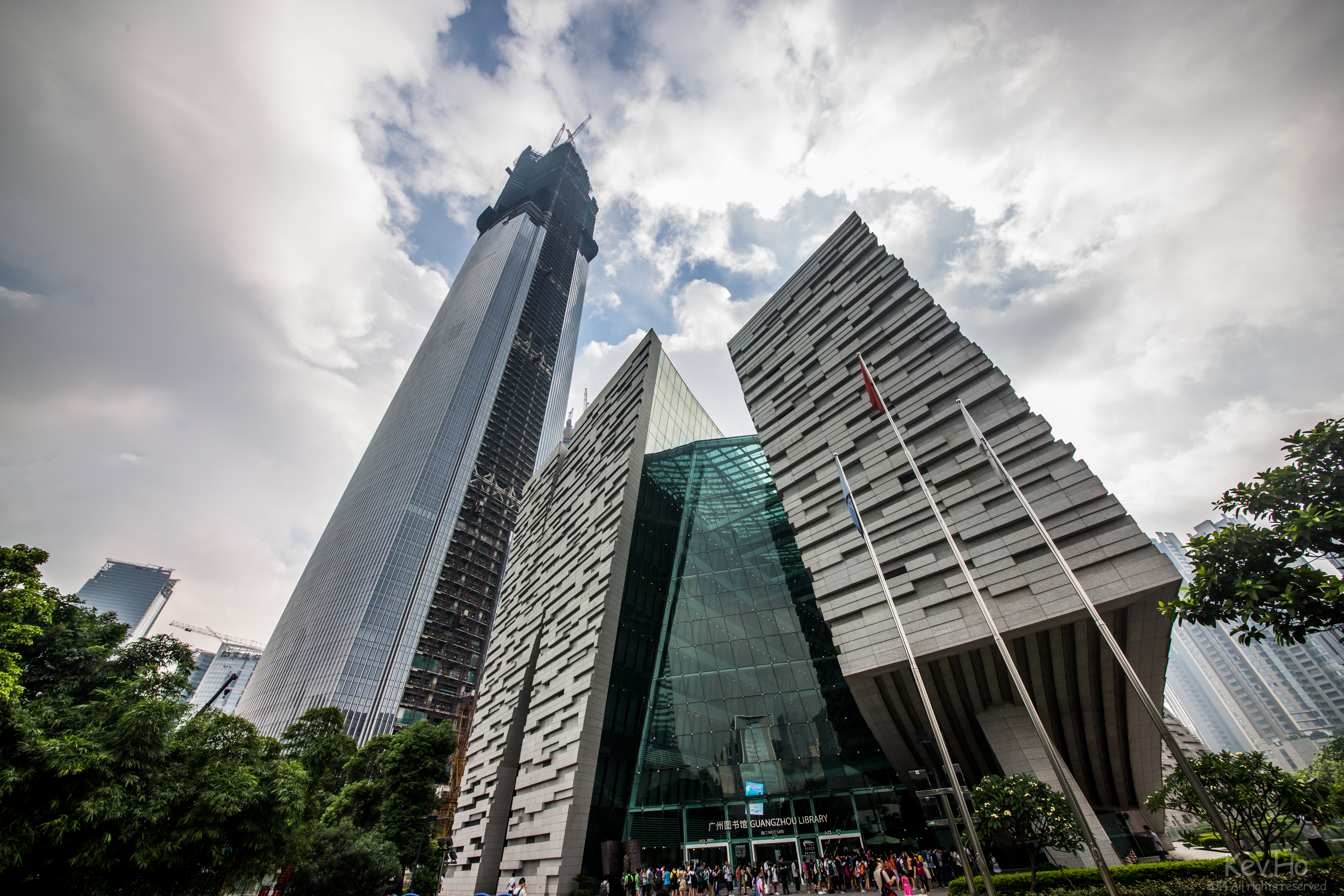
Chow Tai Fook Centre ve výstavbě, srpen 2014